# Zayn

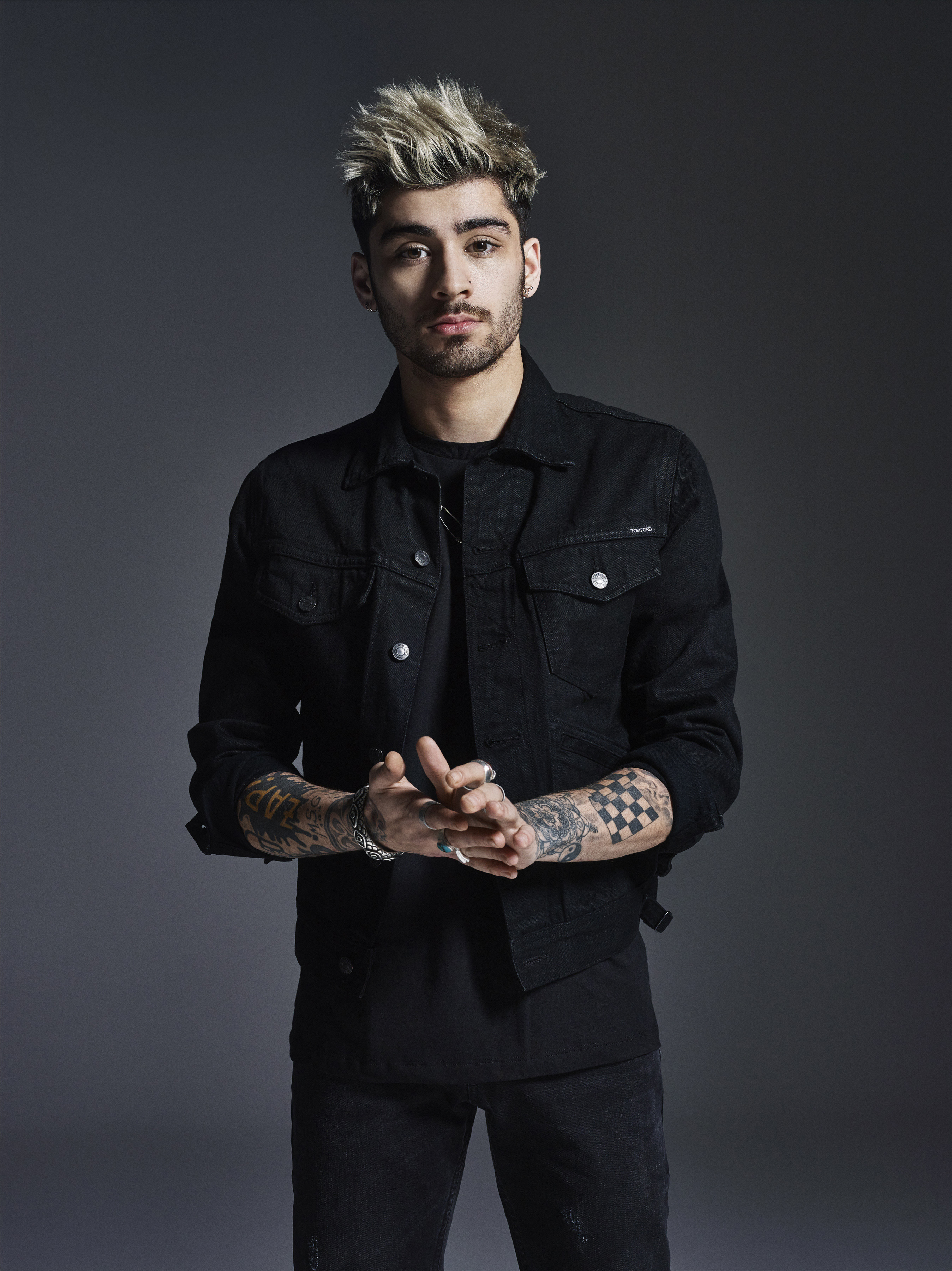
Zayn (2015)

Zayn (* 12. Januar 1993 als Zain Javadd Malik in Bradford) ist ein britischer Pop- und R&B-Sänger. Er wurde als Mitglied der Boygroup One Direction bekannt, die er 2015 verließ. Als Solokünstler hat er mehr als 33 Millionen Tonträger verkauft, davon allein in seiner Heimat über 5,5 Millionen. Seine erfolgreichste Veröffentlichung ist die Single Pillowtalk.

## Leben
Zayn wurde 1993 im englischen Bradford geboren. Er ist der Sohn des aus Pakistan stammenden Yaser Malik und der Britin Trisha Brannan und hat eine ältere und zwei jüngere Schwestern. Er besuchte die Lower Fields Primary School und die Tong High School in Bradford.
2010 nahm Zayn im Alter von 17 Jahren an der Castingshow The X Factor teil. Nach seinem Ausscheiden gründeten die Juroren der Show, Nicole Scherzinger und Simon Cowell, mit ihm, Harry Styles, Liam Payne, Louis Tomlinson und Niall Horan die Boygroup One Direction. Die Gruppe belegte im Finale der Show den 3. Platz. Zusammen veröffentlichten sie vier Alben und erreichten mit vier Singles Platz 1 der britischen Charts. Im März 2015 verließ Zayn Malik die Gruppe, nachdem er bereits bei einigen Konzerten der On the Road Again Tour nicht mehr dabei gewesen war.
Ende Juli 2015 unterschrieb er einen Plattenvertrag bei RCA Records. Im Januar 2016 erschien die erste Single Pillowtalk; im dazugehörigen Video spielt die mit ihm liierte Gigi Hadid mit. Im Februar 2016 veröffentlichte er die Single It’s You; im März folgten Like I Would und Befour sowie das Studioalbum Mind of Mine. Es erreichte Platz 9 in Deutschland und Platz 1 in den Vereinigten Staaten und Großbritannien. Zusammen mit Taylor Swift sang Zayn den im Dezember 2016 als Single veröffentlichten Titelsong I Don’t Wanna Live Forever für den Film Fifty Shades of Grey – Gefährliche Liebe. Im Dezember 2018 folgte das Album Icarus Falls.
Im September 2020 kam sein erstes Kind aus der Beziehung mit Gigi Hadid zur Welt. Im Januar 2021 veröffentlichte er das Album Nobody Is Listening. Im Juli 2023 veröffentlichte er die Single Love Like This. Am 17. Mai 2024 veröffentlichte er sein viertes Album Room Under the Stairs.

## Diskografie
Studioalben

| Jahr | Titel Musiklabel                                              | Höchstplatzierung, Gesamtwochen, AuszeichnungChartplatzierungen (Jahr, Titel, Musiklabel, Platzierungen, Wochen, Auszeichnungen, Anmerkungen) | Höchstplatzierung, Gesamtwochen, AuszeichnungChartplatzierungen (Jahr, Titel, Musiklabel, Platzierungen, Wochen, Auszeichnungen, Anmerkungen) | Höchstplatzierung, Gesamtwochen, AuszeichnungChartplatzierungen (Jahr, Titel, Musiklabel, Platzierungen, Wochen, Auszeichnungen, Anmerkungen) | Höchstplatzierung, Gesamtwochen, AuszeichnungChartplatzierungen (Jahr, Titel, Musiklabel, Platzierungen, Wochen, Auszeichnungen, Anmerkungen) | Höchstplatzierung, Gesamtwochen, AuszeichnungChartplatzierungen (Jahr, Titel, Musiklabel, Platzierungen, Wochen, Auszeichnungen, Anmerkungen) | Anmerkungen                                                 |
| Jahr | Titel Musiklabel                                              | DE | AT | CH | UK | US | Anmerkungen                                                 |
| ---- | ------------------------------------------------------------- | --- | --- | --- | --- | --- | ----------------------------------------------------------- |
| 2016 | Mind of Mine RCA (Sony)                                       | DE9 (3 Wo.)DE | AT2 (4 Wo.)AT | CH5 (4 Wo.)CH | UK1 Gold · (10 Wo.)UK | US1 Platin · (25 Wo.)US | Erstveröffentlichung: 25. März 2016 Verkäufe: + 1.450.000   |
| 2018 | Icarus Falls RCA (Sony)                                       | DE63 (1 Wo.)DE | — | CH81 Gold · (2 Wo.)CH | UK77 Silber · (1 Wo.)UK | US61 Gold · (4 Wo.)US | Erstveröffentlichung: 14. Dezember 2018 Verkäufe: + 737.500 |
| 2021 | Nobody Is Listening RCA (Sony)                                | DE35 (1 Wo.)DE | AT11 (2 Wo.)AT | CH17 (1 Wo.)CH | UK17 (1 Wo.)UK | US44 (1 Wo.)US | Erstveröffentlichung: 15. Januar 2021                       |
| 2024 | Room Under the Stairs Mercury Records, Republic Records (UMG) | DE9 (1 Wo.)DE | AT25 (1 Wo.)AT | CH31 (1 Wo.)CH | UK3 (1 Wo.)UK | US15 (1 Wo.)US | Erstveröffentlichung: 17. Mai 2024                          |

## Filmografie

### Filme
- 2018: Ocean’s 8 (Cameo-Auftritt)
- 2024: 10 Lives (als Synchronsprecher)

### Fernsehen
- 2010: The X Factor (als Teilnehmer)
- 2016: The Voice (Musikauftritt)

## Auszeichnungen
American Music Awards
- 2016: in der Kategorie „Newcomer des Jahres“

Asian Awards
- 2015: in der Kategorie „Outstanding Achievement in Music“

Billboard Music Awards
- 2017: in der Kategorie „Top New Artist“

Bravo Otto
- 2013: in der Kategorie „Hot Couple“ (Silber) [mit Perrie Edwards]

iHeartRadio Music Awards
- 2017: in der Kategorie „Best Solo Breakout“
- 2020: in der Kategorie „Best Remix“ (für Trampoline)

MTV Europe Music Awards
- 2017: in der Kategorie „Best Look“

MTV Video Music Awards
- 2017: in der Kategorie „Best Collaboration“ (für I Don't Wanna Live Forever)

Teen Choice Awards
- 2016: in der Kategorie „Choice Music: Durchbruch Sänger“
- 2016: in der Kategorie „Bester Musiker des Sommers“
- 2019: in der Kategorie „Choice Song from a Movie“ (für A Whole New World)

Urban Music Awards
- 2017: in der Kategorie „Best Pop Act“

## Tourneen

### Als Headliner
- 2024–2025: Stairway to the Sky Tour